# Ս

Սとս

筆記体

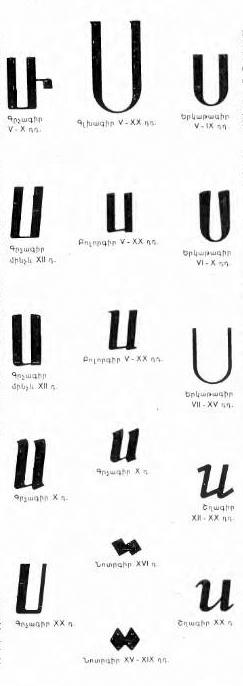
Սとսの様々な書体

Ս, ս（アルメニア語: սեまたはսէ、発音はse）は、アルメニア文字の29番目の文字である。405年ごろにメスロプ・マシュトツによって作成されたと見られる。

## 使用
東アルメニア語・西アルメニア語では無声歯茎摩擦音[s]を表す。ラテン文字化する時は「S」と記す。記数法では2000を表す。
文法上では-ս（発音は[-əs]）が一人称の所有接辞である（գիրք → գիրքս、ամառ → ամառսなど）。

## 書体

## 符号位置
| 文字 | Unicode | JIS X 0213 | 文字参照        | 備考 |
| ---- | ------- | ---------- | --------------- | ---- |
| Ս    | U+054D  | -          | &#x54D; &#1357; |      |
| ս    | U+057D  | -          | &#x57D; &#1405; |      |